# Przełom Bicaz

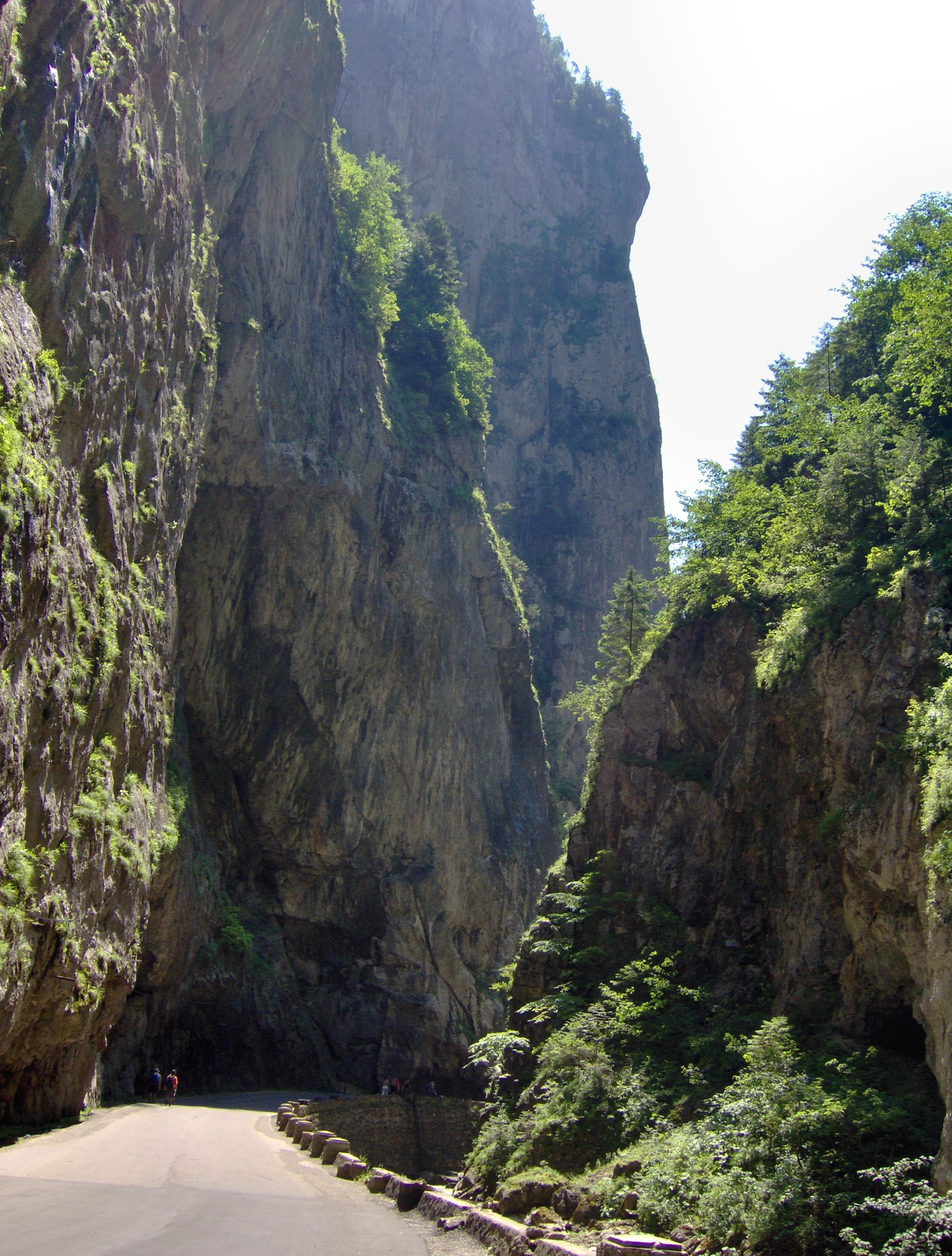
Kanion Bicaz

Przełom Bicaz (rum. Cheile Bicazului) – przełom położony w  granicach okręgów Neamț i Harghita. Dnem wąwozu, wzdłuż rzeki Bicaz, wiedzie droga łącząca Bicaz z Gheorgheni.
Wąwóz ma około 6 km długości, a wysokość ścian przekracza 300 metrów. Jest to miejsce odwiedzane przez turystów, a także popularny rejon uprawiania wspinaczki.